# Invasão da Tchecoslováquia
De 20 a 21 de agosto de 1968, a República Socialista da Tchecoslováquia foi invadida conjuntamente por quatro países do Pacto de Varsóvia: a União Soviética, a República Popular da Polônia, a República Popular da Bulgária e a República Popular da Hungria.  A invasão interrompeu as reformas de liberalização da Primavera de Praga de Alexander Dubček e fortaleceu a ala autoritária do Partido Comunista da Tchecoslováquia (KSČ).
Cerca de 250 mil soldados do Pacto de Varsóvia (depois aumentando para cerca de 500 mil), apoiados por milhares de tanques e centenas de aeronaves, participaram da operação noturna, que recebeu o codinome Operação Danúbio. A República Socialista da Romênia e a República Popular Socialista da Albânia recusaram-se a participar,   enquanto as forças da Alemanha Oriental, com exceção de um pequeno número de especialistas, foram ordenadas por Moscou a não cruzar a fronteira da Tchecoslováquia poucas horas antes da invasão  devido ao receio de uma maior resistência caso as tropas alemãs estivessem envolvidas, devido à percepção pública da ocupação alemã anterior, três décadas antes.  137 checoslovacos foram mortos  e 500 gravemente feridos durante a ocupação. 
A reação pública à invasão foi generalizada e dividida, inclusive dentro do mundo comunista. Embora a maioria do Pacto de Varsóvia apoiasse a invasão juntamente com vários outros partidos comunistas em todo o mundo, as nações ocidentais, juntamente com países socialistas como a Albânia, a Romênia, a Iugoslávia e, particularmente, a República Popular da China (RPC) condenaram o ataque. Muitos outros partidos comunistas também perderam influência, denunciaram a URSS, ou dividiram-se ou dissolveram-se devido a opiniões conflitantes. A invasão deu início a uma série de acontecimentos que acabariam por pressionar Brejnev a estabelecer um estado de détente com o presidente dos EUA, Richard Nixon, em 1972, poucos meses após a visita histórica deste último à RPC.

## Prelúdio

### Regime de Novotný: final dos anos 1950 - início dos anos 1960
O processo de desestalinização na Tchecoslováquia começou sob Antonín Novotný no final da década de 1950 e início da década de 1960, mas progrediu mais lentamente do que na maioria dos outros estados do Bloco de Leste.  Seguindo o exemplo de Nikita Khrushchev, Novotný proclamou a conclusão do socialismo, e a nova constituição,  em conformidade, adoptou o nome de República Socialista da Tchecoslováquia. O ritmo da mudança, contudo, foi lento; a reabilitação das vítimas da era stalinista, como as condenadas nos julgamentos de Slánský, pode ter sido considerada já em 1963, mas só ocorreu em 1967.
No início da década de 1960, a Checoslováquia sofreu uma crise económica. O modelo soviético de industrialização foi aplicado sem sucesso, uma vez que a Tchecoslováquia já estava totalmente industrializada antes da Segunda Guerra Mundial, e o modelo soviético levava principalmente em conta as economias menos desenvolvidas. A tentativa de Novotný de reestruturar a economia, o Novo Modelo Econômico de 1965, também estimulou uma maior procura por reformas políticas.

### Congresso de Escritores de 1967
À medida que o governo rigoroso flexibilizou as suas regras, o Sindicato dos Escritores Checoslovacos começou cautelosamente a manifestar o seu descontentamento e, no diário do sindicato, Literární noviny, os membros sugeriram que a literatura deveria ser independente da doutrina do Partido. Em junho de 1967, uma pequena fração do sindicato dos escritores tchecos simpatizava com os socialistas radicais, especificamente Ludvík Vaculík, Milan Kundera, Jan Procházka, Antonín Jaroslav Liehm, Pavel Kohout e Ivan Klíma. Poucos meses depois, numa reunião do partido, foi decidido que seriam tomadas ações administrativas contra os escritores que expressassem abertamente apoio à reforma. Dado que apenas uma pequena parte do sindicato mantinha estas crenças, os restantes membros eram chamados a disciplinar os seus colegas. O controle sobre a Literární noviny e várias outras editoras foi transferido para o Ministério da Cultura, e até mesmo membros do partido que mais tarde se tornaram reformadores importantes, incluindo Dubček, endossaram essas medidas.

### Primavera de Praga
A Primavera de Praga (em tcheco/checo:  Pražské jaro, em eslovaco:  Pražská jar) foi um período de liberalização política na Tchecoslováquia que começou em 5 de janeiro de 1968, quando o reformista Alexander Dubček foi eleito primeiro secretário do Partido Comunista da Tchecoslováquia (KSČ), e continuou até 21 de agosto, quando a União Soviética e outros membros do Pacto de Varsóvia invadiu o país para travar as reformas.
As reformas da Primavera de Praga foram uma forte tentativa de Dubček de conceder direitos adicionais aos cidadãos da Tchecoslováquia num ato de descentralização parcial da economia e de democratização. As liberdades concedidas incluíam um afrouxamento das restrições aos meios de comunicação social, à expressão e às viagens. Após a discussão nacional sobre a divisão do país em uma federação de três repúblicas, Boêmia, Morávia - Silésia e Eslováquia, Dubček supervisionou a decisão de divisão em duas, a República Tcheca e a República Eslovaca. 

### O governo de Brejnev

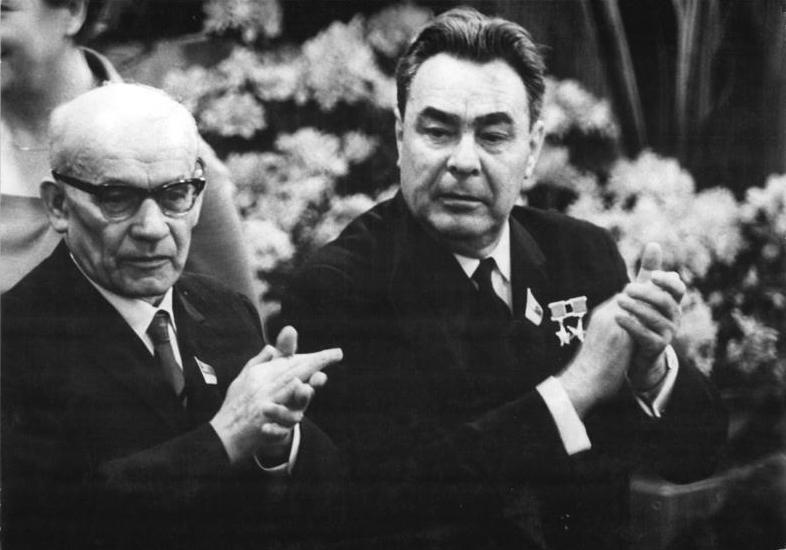
O líder soviético Leonid Brejnev e o líder polonês Władysław Gomułka em Berlim Oriental, 1967

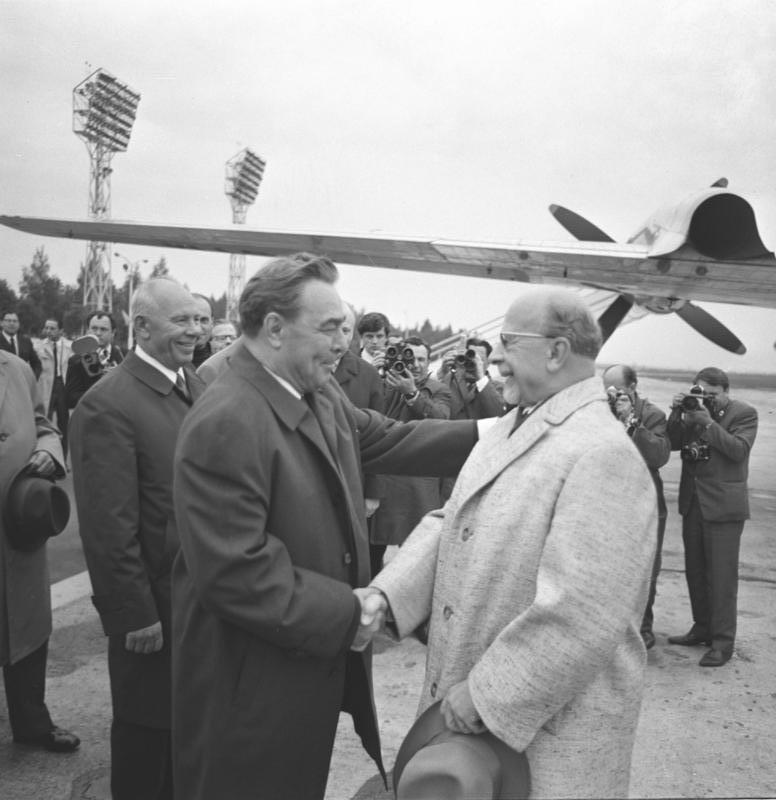
Brezhnev, Nikolai Podgorny e o líder da Alemanha Oriental Walter Ulbricht em Moscou

Leonid Brejnev e a liderança dos países do Pacto de Varsóvia estavam preocupados que as liberalizações em curso na Tchecoslováquia, incluindo o fim da censura e da vigilância política pela polícia secreta, fossem prejudiciais aos seus interesses. O primeiro receio era que a Checoslováquia desertasse do Bloco de Leste, prejudicando a posição da União Soviética numa possível Terceira Guerra Mundial com a Organização do Tratado do Atlântico Norte (OTAN). A perda não só resultaria numa falta de profundidade estratégica para a URSS,  mas também significaria que não poderia explorar a base industrial da Checoslováquia em caso de guerra.  Os líderes checoslovacos não tinham intenção de abandonar o Pacto de Varsóvia, mas Moscovo sentiu que não podia ter a certeza exata das intenções de Praga. No entanto, o governo soviético inicialmente hesitou em aprovar uma invasão, devido à lealdade contínua da Checoslováquia ao Pacto de Varsóvia e aos recentes ganhos diplomáticos da União Soviética com o Ocidente quando a détente começou. 
Outros receios incluíam a propagação da liberalização e da agitação noutras partes da Europa Oriental. Os países do Pacto de Varsóvia temiam que, se as reformas da Primavera de Praga não fossem controladas, esses ideais poderiam muito bem espalhar-se pela Polônia e pela Alemanha Oriental, perturbando também o status quo naquele país. Dentro da União Soviética, o nacionalismo nas repúblicas da Estônia, Letônia, Lituânia e Ucrânia já estava a causar problemas, e muitos estavam preocupados que os acontecimentos em Praga pudessem agravar esses problemas. 
De acordo com documentos dos Arquivos Ucranianos, compilados por Mark Kramer, o presidente da KGB, Iúri Andropov, e os líderes do Partido Comunista da Ucrânia, Petro Shelest e Nikolai Podgorny, foram os proponentes mais veementes da intervenção militar.  A outra versão diz que a iniciativa da invasão veio originalmente da Polónia, pois o primeiro secretário polaco Władysław Gomułka e mais tarde o seu colaborador, o primeiro secretário da Alemanha Oriental Walter Ulbricht, pressionaram Brejnev a concordar com a Carta de Varsóvia e com o subsequente envolvimento militar.   Władysław Gomułka acusou Brezhnev de ser cego e de olhar para a situação na Checoslováquia com demasiada emoção. Walter Ulbricht, por sua vez, insistiu na necessidade de decretar uma acção militar na Checoslováquia enquanto Brejnev ainda duvidava. A política externa da Polónia sobre esta questão ainda é desconhecida. A deliberação que teve lugar na reunião de Varsóvia resultou num consenso maioritário e não na unanimidade. De acordo com o político soviético Konstantin Katushev, "nossos aliados estavam ainda mais preocupados do que nós com o que estava acontecendo em Praga. Gomulka, Ulbricht, o primeiro secretário búlgaro Todor Zhivkov, até mesmo o primeiro secretário húngaro János Kádár, todos avaliaram Praga Primavera muito negativamente." 
Além disso, parte da Tchecoslováquia fazia fronteira coma Áustria e a Alemanha Ocidental, que estavam do outro lado da Cortina de Ferro. Isto significava que agentes estrangeiros poderiam infiltrar-se na Checoslováquia e em qualquer membro do Bloco Comunista e também que desertores poderiam escapar para o Ocidente.  A preocupação final surgiu diretamente da falta de censura; escritores cujo trabalho tivesse sido censurado na União Soviética poderiam simplesmente ir a Praga ou Bratislava e lá expor as suas queixas, contornando a censura da União Soviética.

## A ascensão de Dubcek ao poder
Enquanto o presidente Antonín Novotný perdia apoio, Alexander Dubček, primeiro secretário do Partido Comunista da Eslováquia, e o economista Ota Šik desafiaram-no numa reunião do Comité Central. Novotný convidou então o primeiro-ministro soviético Leonid Brezhnev a Praga naquele mês de dezembro, em busca de apoio; mas Brejnev ficou surpreso com a extensão da oposição a Novotný e, portanto, apoiou sua remoção do cargo de líder da Tchecoslováquia. Dubček substituiu Novotný como primeiro secretário em 5 de janeiro de 1968. Em 22 de março de 1968, Novotný renunciou à presidência e foi substituído por Ludvík Svoboda, que mais tarde deu consentimento às reformas. 
Quando Josef Smrkovský, membro do Presidium do Partido Comunista da Tchecoslováquia (KSČ), foi entrevistado em um artigo de Rudé Právo, intitulado "O que está por vir", ele insistiu que a nomeação de Dubček no Plenário de janeiro promoveria os objetivos do socialismo e manteria a natureza da classe trabalhadora do a festa comunista.

### Socialismo com face humana
No 20º aniversário do "Fevereiro Vitorioso" da Tchecoslováquia, Dubček fez um discurso explicando a necessidade de mudança após o triunfo do socialismo. Ele enfatizou a necessidade de "impor o papel de liderança do partido de forma mais eficaz"  e reconheceu que, apesar dos apelos de Klement Gottwald para melhores relações com a sociedade, o Partido tinha muitas vezes tomado decisões severas sobre questões triviais. Dubček declarou que a missão do partido era "construir uma sociedade socialista avançada sobre bases económicas sólidas...um socialismo que corresponda às tradições democráticas históricas da Checoslováquia, de acordo com a experiência de outros partidos comunistas..." 
Em Abril, Dubček lançou um "Programa de Ação" de liberalizações, que incluía o aumento da liberdade de imprensa, liberdade de expressão e liberdade de circulação, com ênfase económica nos bens de consumo e na possibilidade de um governo multipartidário. O programa baseava-se na visão de que “o socialismo não pode significar apenas a libertação dos trabalhadores do domínio das relações de classe exploradoras, mas deve fazer mais provisões para uma vida mais plena da personalidade do que qualquer democracia burguesa”.  Limitaria o poder da polícia secreta  e proporcionaria a federalização da ČSSR em duas nações iguais.  O programa também cobriu a política externa, incluindo a manutenção de boas relações com os países ocidentais e a cooperação com a União Soviética e outras nações do Bloco Oriental.  Falou de uma transição de dez anos através da qual seriam possíveis eleições democráticas e uma nova forma de socialismo democrático substituiria o status quo. 
Aqueles que elaboraram o Programa de Ação tiveram o cuidado de não criticar as acções do regime comunista do pós-guerra, apenas de apontar políticas que consideravam terem perdido a sua utilidade.  Por exemplo, a situação imediata do pós-guerra exigiu "métodos centralistas e diretivos-administrativos"  para lutar contra os "restos da burguesia ".  Uma vez que se dizia que as “classes antagónicas”  foram derrotadas com a conquista do socialismo, estes métodos já não eram necessários. Era necessária uma reforma para que a economia checoslovaca se juntasse à "revolução técnico-científica no mundo"  em vez de depender da indústria pesada, da força de trabalho e das matérias-primas da era Stalinista.  Além disso, uma vez superado o conflito de classes interno, os trabalhadores podiam agora ser devidamente recompensados pelas suas qualificações e competências técnicas sem contrariar o Marxismo-Leninismo. O Programa sugeria que agora era necessário garantir que cargos importantes fossem "preenchidos por quadros especializados socialistas capazes e educados" para competir com o capitalismo. 

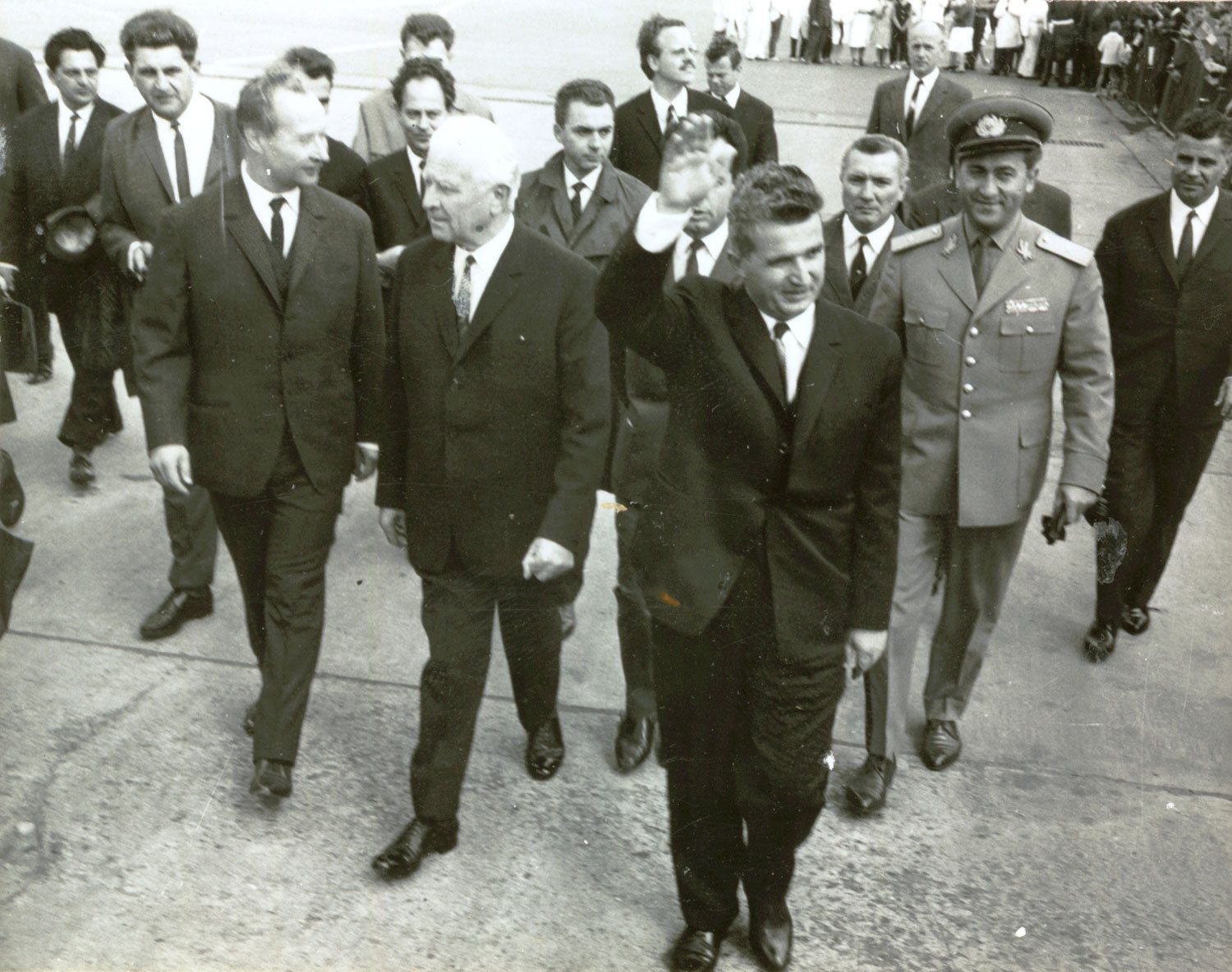
Nicolae Ceauşescu (à direita) visitando a Tchecoslováquia em 1968; aqui, com Alexander Dubček e Ludvik Svoboda

Embora tenha sido estipulado que a reforma deveria prosseguir sob a direção de KSČ, aumentou a pressão popular para implementar as reformas imediatamente.  Os elementos radicais tornaram-se mais vocais: polêmicas anti-soviéticas apareceram na imprensa (após a abolição da censura ter sido formalmente confirmada pela lei de 26 de Junho de 1968),  os social-democratas começaram a formar um partido separado e novos clubes políticos não afiliados foram criados. criada. Os conservadores do partido pediram medidas repressivas, mas Dubček aconselhou moderação e voltou a enfatizar a liderança de KSČ.  No Presidium do Partido Comunista da Tchecoslováquia, em Abril, Dubček anunciou um programa político de “socialismo com rosto humano”.  Em maio, ele anunciou que o Décimo Quarto Congresso do Partido se reuniria em uma sessão antecipada em 9 de setembro. O congresso incorporaria o Programa de Ação nos estatutos do partido, redigiria uma lei de federalização e elegeria um novo Comitê Central. 
As reformas de Dubcek garantiram a liberdade de imprensa e os comentários políticos foram permitidos pela primeira vez nos principais meios de comunicação.  Na época da Primavera de Praga, as exportações da Checoslováquia estavam em declínio em termos de competitividade e as reformas de Dubček planeavam resolver estes problemas misturando economias planeadas e de mercado. Dentro do partido, havia opiniões diversas sobre como isso deveria proceder; certos economistas desejavam uma economia mais mista, enquanto outros queriam que a economia permanecesse maioritariamente socialista. Dubček continuou a sublinhar a importância do processo de reforma económica sob o governo do Partido Comunista. 
Em 27 de junho, Ludvík Vaculík, um importante autor e jornalista, publicou um manifesto intitulado As Duas Mil Palavras. Manifestou preocupação com os elementos conservadores dentro do KSČ e com as chamadas forças "estrangeiras". Vaculík apelou ao povo para que tomasse a iniciativa na implementação do programa de reformas.  Dubček, o Presidium do partido, a Frente Nacional e o gabinete denunciaram este manifesto. 

### Publicações e mídia
O relaxamento da censura por parte de Dubček deu início a um breve período de liberdade de expressão e de imprensa.  A primeira manifestação tangível desta nova política de abertura foi a produção do semanário comunista anteriormente de linha dura Literarni noviny, renomeado Literarni listy.  
A redução e posterior abolição total da censura em 4 de março de 1968 foi um dos passos mais importantes para as reformas. Foi pela primeira vez na história checa que a censura foi abolida e foi provavelmente a única reforma totalmente implementada, embora apenas por um curto período. De instrumento de propaganda do Partido, os meios de comunicação social rapidamente se tornaram instrumento de crítica ao regime.  
A liberdade de imprensa também abriu a porta para o primeiro olhar honesto sobre o passado da Checoslováquia por parte do povo da Checoslováquia. Muitas das investigações centraram-se na história do país sob o comunismo, especialmente no caso do período de Josef Stalin.  Noutra aparição televisiva, Goldstucker apresentou fotografias adulteradas e não adulteradas de antigos líderes comunistas que tinham sido expurgados, presos ou executados e, portanto, apagados da história comunista.  O Sindicato dos Escritores também formou um comitê em abril de 1968, liderado pelo poeta Jaroslav Seifert, para investigar a perseguição aos escritores após a tomada do poder comunista em fevereiro de 1948 e reabilitar as figuras literárias na União, nas livrarias e bibliotecas e no mundo literário.   As discussões sobre o estado actual do comunismo e ideias abstractas como liberdade e identidade também se tornaram mais comuns; logo começaram a aparecer publicações não partidárias, como o diário sindical Práce (Trabalhista). Isto também foi ajudado pelo Sindicato dos Jornalistas, que em Março de 1968 já tinha convencido o Conselho Central de Publicações, o censor do governo, a permitir que os editores recebessem assinaturas sem censura para jornais estrangeiros, permitindo um diálogo mais internacional em torno das notícias. 
A imprensa, a rádio e a televisão também contribuíram para estas discussões, organizando reuniões onde estudantes e jovens trabalhadores podiam fazer perguntas a escritores como Goldstucker, Pavel Kohout e Jan Procházka e a vítimas políticas como Josef Smrkovský, Zdeněk Hejzlar e Gustáv Husák.  A televisão também transmitiu reuniões entre antigos presos políticos e os líderes comunistas da polícia secreta ou das prisões onde estavam detidos.  Mais importante ainda, esta nova liberdade de imprensa e a introdução da televisão na vida dos cidadãos quotidianos da Tchecoslováquia fizeram com que o diálogo político passasse da esfera intelectual para a esfera popular.

## Negociações da Tchecoslováquia com a URSS e outros membros do Pacto de Varsóvia

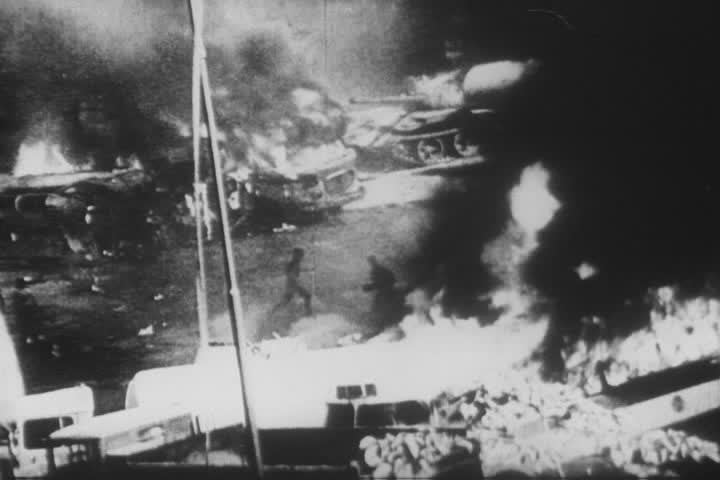
Barricadas e tanques soviéticos em chamas

A liderança soviética tentou inicialmente parar ou limitar o impacto das iniciativas de Dubček através de uma série de negociações. Os Presidiums da Tchecoslováquia e da União Soviética concordaram em realizar uma reunião bilateral em julho de 1968 em Čierna nad Tisou, perto da fronteira entre a Eslováquia e a União Soviética.  A reunião foi a primeira vez que o Presidium soviético se reuniu fora do território soviético.  Contudo, os principais acordos foram alcançados nas reuniões dos "quatro" - Brejnev, Alexei Kosygin, Nikolai Podgorny, Mikhail Suslov - Dubček, Ludvík Svoboda, Oldřich Černík, Josef Smrkovský. 
Na reunião, Dubcek defendeu o programa da ala reformista do KSČ, ao mesmo tempo que prometeu compromisso com o Pacto de Varsóvia e o Comecon. A liderança do KSČ, no entanto, estava dividida entre reformadores vigorosos (Josef Smrkovský, Oldřich Černík, Josef Špaček e František Kriegel) que apoiavam Dubček, e conservadores (Vasil Biľak, Drahomír Kolder, e Oldřich Švestka) que representavam uma postura anti-reformista. Brezhnev decidiu por um acordo. Os delegados do KSČ reafirmaram a sua lealdade ao Pacto de Varsóvia e prometeram refrear as tendências "antissocialistas", impedir o renascimento do Partido Social Democrata da Tchecoslováquia e controlar a imprensa através da reimposição de um nível mais elevado de censura.  Em troca, a URSS concordou em retirar as suas tropas (ainda estacionadas na Checoslováquia desde as manobras de Junho de 1968) e permitir o congresso do partido em 9 de Setembro. Dubček apareceu na televisão pouco depois reafirmando a aliança da Tchecoslováquia com a União Soviética e o Pacto de Varsóvia. 
Em 3 de agosto, representantes da União Soviética, Alemanha Oriental, República Popular da Polônia, República Popular da Hungria, República Popular da Bulgária e Tchecoslováquia reuniram-se em Bratislava e assinaram a Declaração de Bratislava.  A declaração afirmou a fidelidade inabalável ao marxismo-leninismo e ao internacionalismo proletário e declarou uma luta implacável contra a ideologia burguesa e todas as forças "antissocialistas".  A União Soviética expressou a sua intenção de intervir num país do Pacto de Varsóvia se um sistema burguês – um sistema pluralista de vários partidos políticos que representam diferentes facções da classe capitalista – já foi estabelecido.  Após a conferência de Bratislava, as tropas soviéticas deixaram o território da Tchecoslováquia, mas permaneceram ao longo das fronteiras da Tchecoslováquia. 
Como estas conversações se revelaram insatisfatórias, a URSS começou a considerar uma alternativa militar. A política da União Soviética de obrigar os governos socialistas dos seus estados satélites a subordinar os seus interesses nacionais aos do Bloco Oriental (através da força militar, se necessário) ficou conhecida como a Doutrina Brejnev. 

## Estados Unidos
Os Estados Unidos e a OTAN ignoraram em grande parte a situação na Tchecoslováquia. Embora a União Soviética estivesse preocupada com a possibilidade de perder um aliado regional e um estado-tampão, os Estados Unidos não procuraram publicamente uma aliança com o governo da Checoslováquia. O Presidente Lyndon B. Johnson já tinha envolvido os Estados Unidos na Guerra do Vietnã e era improvável que conseguisse angariar apoio para um conflito na Checoslováquia. Além disso, ele queria buscar um tratado de controle de armas com os soviéticos, o SALT. Ele precisava de um parceiro disposto em Moscovo para chegar a tal acordo e não queria arriscar esse tratado por causa do que era, em última análise, um conflito menor na Tchecoslováquia.   Por estas razões, os Estados Unidos declararam que não interviriam em nome da Primavera de Praga.

## Invasão e intervenção
Por volta das 11h da tarde de 20 de agosto de 1968,  exércitos do Bloco Oriental de quatro países do Pacto de Varsóvia – a União Soviética, Bulgária,  Polônia e Hungria – invadiram a Tchecoslováquia. Naquela noite, 250 mil soldados do Pacto de Varsóvia e 2 mil tanques entraram no país.  O número total de tropas invasoras finalmente chegou a 500.000,  incluindo 28.000 soldados  do 2º Exército Polonês do Distrito Militar da Silésia. Brezhnev queria que a operação parecesse multilateral (ao contrário da intervenção soviética na Revolução Húngara de 1956). No entanto, a invasão foi decididamente dominada por tropas da União Soviética, que superavam os outros participantes em cinco para um, e o Alto Comando Soviético esteve sempre encarregado dos exércitos invasores.  As forças não-soviéticas não participaram do combate.  Todas as tropas invasoras húngaras foram retiradas em 31 de outubro. 
A RomÊnia não participou na invasão,  nem a Albânia, que posteriormente se retirou do Pacto de Varsóvia por causa do assunto no mês seguinte.  A participação da Alemanha Oriental foi cancelada poucas horas antes da invasão.  A decisão de não participação do Exército Popular Nacional da Alemanha Oriental na invasão foi tomada em curto prazo por Brezhnev, a pedido de oponentes de alto escalão da Checoslováquia de Dubček, que temiam uma resistência muito maior da Checoslováquia se as tropas alemãs estivessem presentes, devido a anteriores experiência com a ocupação alemã. 

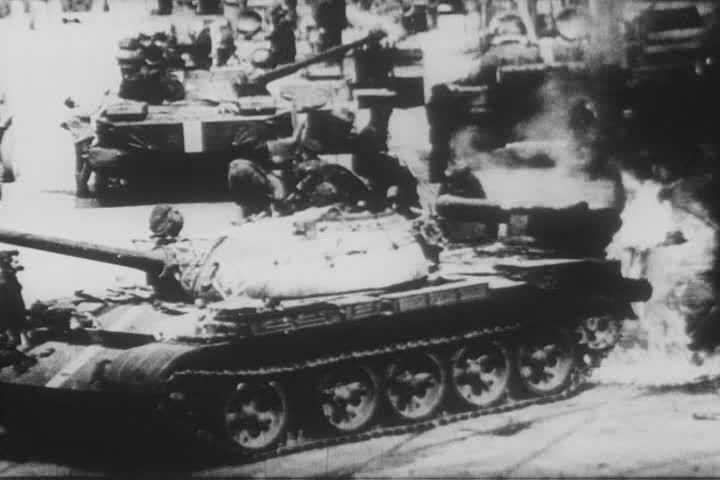
Tanques soviéticos marcados com listras de invasão durante a invasão

A invasão foi bem planeada e coordenada; simultaneamente com a passagem da fronteira pelas forças terrestres, uma força-tarefa soviética spetsnaz do GRU (Spetsnaz GRU) capturou o Aeroporto Internacional de Ruzyne nas primeiras horas da invasão. Começou com um voo proveniente de Moscovo que transportava mais de 100 agentes à paisana e solicitou uma aterragem de emergência no aeroporto devido a “falha de motor”. Eles rapidamente protegeram o aeroporto e prepararam o caminho para a enorme ponte aérea que se aproximava, na qual aeronaves de transporte Antonov An-12 começaram a chegar e descarregar as Forças Aerotransportadas Soviéticas equipadas com artilharia e tanques leves. 
À medida que a operação no aeroporto continuava, colunas de tanques e tropas de fuzis motorizados dirigiram-se para Praga e outros centros importantes, quase sem encontrar resistência. Apesar de o Exército Popular da Tchecoslováquia ser um dos militares mais avançados do Bloco Oriental, não conseguiu resistir eficazmente à invasão devido à falta de uma cadeia de comando independente e aos receios do governo de que ficaria do lado dos invasores como o O Exército Popular Húngaro fez durante a Revolução Húngara de 1956. O Exército Popular da Tchecoslováquia foi totalmente derrotado pelos exércitos do Pacto de Varsóvia.
Durante o ataque dos exércitos do Pacto de Varsóvia, 137 checos e eslovacos foram mortos,  e centenas ficaram feridos. Alexander Dubcek apelou ao seu povo para resistir. Com o Exército Checoslovaco sofrendo derrota após derrota, o povo recorreu à resistência individual. O Comité Central, incluindo Dubček, acocorou-se no seu quartel-general enquanto as forças soviéticas tomavam o controlo de Praga. Eventualmente, os pára-quedistas cortaram as linhas telefônicas do prédio e invadiram o prédio. Dubček foi imediatamente preso pela KGB e levado para Moscou junto com vários de seus colegas.  Dubček e a maioria dos reformadores foram devolvidos a Praga em 27 de agosto, e Dubček manteve o cargo de primeiro secretário do partido até ser forçado a renunciar em abril de 1969, após os motins do hóquei na Tchecoslováquia.
A invasão foi seguida por uma onda de emigração, em grande parte de pessoas altamente qualificadas, nunca antes vista e interrompida pouco depois (estimativa: 70.000 imediatamente, 300.000 no total).  Os países ocidentais permitiram que estas pessoas imigrassem sem complicações.

### Falha na preparação
O regime de Dubček não tomou quaisquer medidas para impedir uma potencial invasão, apesar dos sinistros movimentos de tropas por parte do Pacto de Varsóvia. A liderança checoslovaca acreditava que a União Soviética e os seus aliados não invadiriam, tendo acreditado que a cimeira de Čierna nad Tisou tinha atenuado as diferenças entre os dois lados.  Acreditavam também que qualquer invasão seria demasiado dispendiosa, tanto por causa do apoio interno às reformas como porque o clamor político internacional seria demasiado significativo, especialmente com a Conferência Comunista Mundial a acontecer em Novembro desse ano. A Tchecoslováquia poderia ter aumentado os custos de tal invasão angariando apoio internacional ou fazendo preparativos militares, como bloquear estradas e aumentar a segurança dos seus aeroportos, mas decidiu não o fazer, abrindo caminho para a invasão. 

### "Convite"
Embora na noite da invasão o Presidium da Tchecoslováquia tenha declarado que as tropas do Pacto de Varsóvia tinham atravessado a fronteira sem o conhecimento do Governo da RSS, a imprensa do Bloco de Leste publicou um pedido não assinado, alegadamente do partido checoslovaco e dos líderes do Estado, para "assistência imediata, incluindo assistência às forças armadas".   No 14º Congresso do Partido KSČ (realizado secretamente, imediatamente após a intervenção), foi sublinhado que nenhum membro da liderança tinha convidado a intervenção. Na época, vários comentaristas acreditavam que a carta era falsa ou inexistente.
No início da década de 1990, porém, o governo russo entregou ao novo presidente da Tchecoslováquia, Václav Havel, uma cópia de uma carta dirigida às autoridades soviéticas e assinada pelos membros do KSČ Biľak, Švestka, Kolder, Indra, e Kapek. Alegou que os meios de comunicação de “direita” estavam “fomentando uma onda de nacionalismo e chauvinismo e provocando uma psicose anticomunista e antissoviética”. Pediu formalmente aos soviéticos que "prestassem apoio e assistência com todos os meios à sua disposição" para salvar a República Socialista da Tchecoslováquia "do perigo iminente da contrarrevolução". 
Um artigo do Izvestia de 1992 afirmou que Antonin Kapek, membro candidato do Presidium, deu a Leonid Brezhnev uma carta nas conversações soviético-tchecoslovaca Čierna e Tisou no final de julho, que apelava por "ajuda fraterna". Uma segunda carta foi supostamente entregue por Biľak ao líder do Partido Ucraniano, Petro Shelest, durante a conferência de agosto em Bratislava, "em um encontro no banheiro organizado pelo chefe da estação da KGB".  Esta carta foi assinada pelos mesmos cinco que a carta de Kapek, mencionada acima.

### Golpe interno
Muito antes da invasão, o planeamento de um golpe foi realizado por Indra, Kolder e Biľak, entre outros, muitas vezes na embaixada soviética e no centro recreativo do Partido na Barragem de Orlík.  Quando estes homens conseguiram convencer a maioria do Presidium (seis dos onze membros votantes) a ficar do seu lado contra os reformistas de Alexander Dubcek, pediram à URSS que lançasse uma invasão militar. A liderança da URSS estava até a considerar esperar até ao Congresso do Partido Eslovaco de 26 de Agosto, mas os conspiradores checoslovacos "solicitaram especificamente a noite do dia 20". 
O plano era se desenrolar da seguinte forma. Um debate se desenrolaria em resposta ao relatório Kašpar sobre o estado do país, durante o qual os membros conservadores insistiriam que Dubček apresentasse duas cartas que recebeu da URSS; cartas que listavam promessas que ele havia feito nas negociações de Čierna e Tisou, mas que não cumpriu. A ocultação de cartas tão importantes por Dubček e a sua relutância em cumprir as suas promessas levariam a um voto de confiança que a agora maioria conservadora ganharia, tomando o poder, e emitiria um pedido de assistência soviética para prevenir uma contrarrevolução. Foi este pedido formal, redigido em Moscou, que foi publicado no Pravda em 22 de Agosto sem os signatários. Tudo o que a URSS precisava fazer era suprimir os militares checoslovacos e qualquer resistência violenta. 
Com este plano em mente, a reunião do Politburo Soviético de 16 a 17 de Agosto aprovou por unanimidade uma resolução para "fornecer ajuda ao Partido Comunista e ao povo da Tchecoslováquia através da força militar".   Numa reunião do Pacto de Varsóvia de 18 de Agosto, Brejnev anunciou que a intervenção iria realizar-se na noite de 20 de Agosto e pediu "apoio fraterno", que os líderes nacionais da Bulgária, Alemanha Oriental, Hungria e Polónia ofereceram devidamente.

### Falha no golpe
O golpe, no entanto, não ocorreu conforme o planejado. Kolder pretendia revisar o relatório Kašpar no início da reunião, mas Dubček e Špaček, desconfiados de Kolder, ajustaram a agenda para que o próximo 14º Congresso do Partido pudesse ser coberto antes de qualquer discussão sobre as reformas recentes ou o relatório de Kašpar. A discussão do Congresso arrastou-se e antes que os conspiradores tivessem oportunidade de solicitar um voto de confiança, as primeiras notícias da invasão chegaram ao Presidium. 
Um aviso anônimo foi transmitido pelo Embaixador da Tchecoslováquia na Hungria, Jozef Púčik, aproximadamente seis horas antes de as tropas soviéticas cruzarem a fronteira à meia-noite.  Quando a notícia chegou, a solidariedade da coligação conservadora ruiu. Quando o Presidium propôs uma declaração condenando a invasão, dois membros-chave da conspiração, Jan Pillar e František Barbírek, mudaram de lado para apoiar Dubček. Com a ajuda deles, a declaração contra a invasão venceu com uma maioria de 7:4. 

### Protocolo de Moscou
Na manhã de 21 de agosto, Dubček e outros reformistas proeminentes foram presos e posteriormente levados de avião para Moscou. Lá eles foram mantidos em segredo e interrogados durante dias. 
Os conservadores pediram ao Svoboda que criasse um "governo de emergência", mas como não obtiveram uma clara maioria de apoio, ele recusou. Em vez disso, ele e Gustáv Husák viajaram para Moscovo em 23 de agosto para insistir que Dubček e Černík deveriam ser incluídos numa solução para o conflito. Após dias de negociações, todos os membros da delegação da Checoslováquia (incluindo todos os funcionários de mais alto escalão, o Presidente Svoboda, o Primeiro Secretário Dubček, o Primeiro Ministro Černík e o Presidente da Assembleia Nacional Smrkovský), exceto um (František Kriegel)  aceitaram o "Protocolo de Moscou", e assinaram o compromisso com seus quinze pontos. O Protocolo exigia a supressão dos grupos de oposição, o restabelecimento total da censura e a demissão de funcionários reformistas específicos.  No entanto, não se referiu à situação na RSS como “contrarrevolucionária” nem exigiu uma inversão do curso pós-janeiro. 

## Reações na Tchecoslováquia
A oposição popular foi expressa em numerosos actos espontâneos de resistência não violenta. Em Praga e noutras cidades da república, checos e eslovacos saudaram os soldados do Pacto de Varsóvia com argumentos e censuras. Vladimir Bogdanovich Rezun, então um oficial subalterno que liderou uma coluna de tanques soviéticos durante a invasão, lembrou como foi atacado por multidões furiosas de pessoas que atiraram pedras, ovos, tomates e maçãs ao cruzar para a Eslováquia.  Toda forma de assistência, inclusive o fornecimento de alimentos e água, foi negada aos invasores. Sinais, cartazes e grafites desenhados em paredes e calçadas denunciavam os invasores, os líderes soviéticos e os supostos colaboracionistas. Fotos de Dubček e Svoboda apareceram nas ruas. Os cidadãos deram instruções erradas aos soldados e até removeram as placas das ruas (exceto aquelas que indicavam a direção de volta a Moscou). 
Inicialmente, alguns civis tentaram argumentar com as tropas invasoras, mas tiveram pouco ou nenhum sucesso. Depois de a URSS ter utilizado fotografias destas discussões como prova de que as tropas invasoras estavam a ser saudadas amigavelmente, as estações de transmissão secretas da Checoslováquia desencorajaram a prática, lembrando ao povo que "as imagens são silenciosas".  Os protestos em reação à invasão duraram apenas cerca de sete dias. As explicações para o fracasso destas explosões públicas centram-se principalmente na desmoralização da população, seja pela intimidação de todas as tropas e tanques inimigos, seja pelo abandono dos seus líderes. Muitos checoslovacos consideraram a assinatura do Protocolo de Moscou uma traição.  Outra explicação comum é que, devido ao facto de a maior parte da sociedade checa ser de classe média, o custo da resistência contínua significava desistir de um estilo de vida confortável, o que era um preço demasiado elevado a pagar. 
A resistência generalizada fez com que a União Soviética abandonasse o seu plano original de destituir o Primeiro Secretário. Dubcek, preso na noite de 20 de agosto, foi levado a Moscou para negociações. Foi acordado que Dubček permaneceria no cargo, mas ele não estava mais livre para buscar a liberalização como fazia antes da invasão.
Em 19 de janeiro de 1969, o estudante Jan Palach ateou fogo a si mesmo na Praça Venceslau, em Praga, para protestar contra a renovada supressão da liberdade de expressão.
Finalmente, em 17 de abril de 1969, Dubček foi substituído como primeiro secretário por Gustáv Husák, e um período de "normalização" começou. A pressão da União Soviética levou os políticos a mudar de lealdade ou simplesmente a desistir. Na verdade, o mesmo grupo que votou em Dubček e pôs em prática as reformas foi, na sua maioria, o mesmo grupo que anulou o programa e substituiu Dubček por Husák. Husák reverteu as reformas de Dubček, expurgou o partido dos seus membros liberais e demitiu as elites profissionais e intelectuais que expressaram abertamente o seu desacordo com a reviravolta política dos cargos e cargos públicos.

## Reações em outros países do Pacto de Varsóvia

### União Soviética

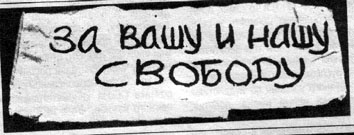
Uma das faixas dos manifestantes: Pela sua liberdade e pela nossa

No dia 25 de agosto, na Praça Vermelha, oito manifestantes carregaram faixas com slogans anti-invasão. Os manifestantes foram presos e posteriormente punidos, já que o protesto foi apelidado de "antissoviético".  
Uma consequência não intencional da invasão foi que muitos dentro do aparelho de segurança do Estado Soviético e dos Serviços de Inteligência ficaram chocados e indignados com a invasão e vários desertores e espiões da KGB/GRU, como Oleg Gordievsky, Vasili Mitrokhin e Dmitri Polyakov apontaram a invasão de 1968. como motivação para cooperar com as agências de inteligência ocidentais.

### Polônia
Na República Popular da Polônia, a 8 de Setembro de 1968, Ryszard Siwiec imolou-se em Varsóvia durante um festival da colheita no Estádio do 10º Aniversário, em protesto contra a invasão da Checoslováquia pelo Pacto de Varsóvia e o totalitarismo do regime comunista.   Siwiec não sobreviveu.  Após a sua morte, os comunistas soviéticos e polacos tentaram desacreditar o seu acto alegando que ele estava psicologicamente doente e mentalmente instável.

### Romênia

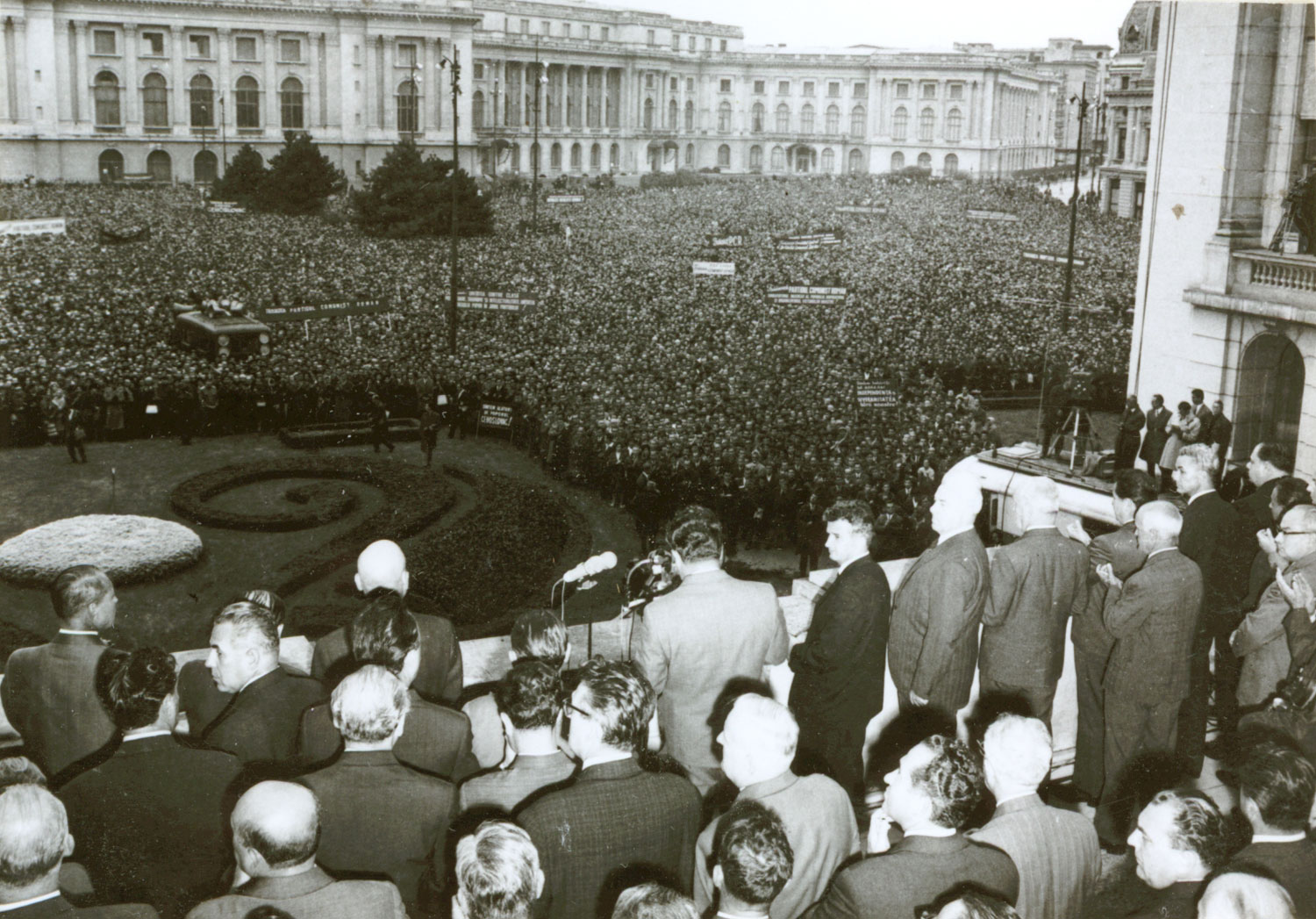
Bucareste, agosto de 1968: Ceauşescu criticando a invasão soviética

Um efeito mais pronunciado ocorreu na República Socialista da Romênia, que não participou na invasão. Nicolae Ceauşescu, que já era um ferrenho oponente da influência soviética e já havia se declarado ao lado de Dubček, fez um discurso público em Bucareste no dia da invasão, descrevendo as políticas soviéticas em termos duros. Esta resposta consolidou a voz independente da Roménia nas duas décadas seguintes, especialmente depois de Ceauşescu ter encorajado a população a pegar em armas para enfrentar qualquer manobra semelhante no país: recebeu uma resposta inicial entusiástica, com muitas pessoas, que não eram de forma alguma comunistas, disposto a se alistar na recém-formada Guarda Patriótica paramilitar.

### Alemanha Oriental
Na República Democrática Alemã, a invasão despertou descontentamento principalmente entre os jovens que esperavam que a Checoslováquia abrisse o caminho para um socialismo mais liberal.  No entanto, protestos isolados foram rapidamente interrompidos pela Volkspolizei e pela Stasi.  O jornal oficial do governo Neues Deutschland publicou um artigo antes do início da invasão alegando falsamente que o Presidium da Tchecoslováquia havia derrubado Dubcek e que um novo governo provisório "revolucionário" havia solicitado assistência militar do Pacto de Varsóvia. 

### Albânia
A República Popular da Albânia respondeu de forma oposta. Já estava em conflito com Moscovo sobre sugestões de que a Albânia deveria concentrar-se na agricultura em detrimento do desenvolvimento industrial, e também sentia que a União Soviética se tinha tornado demasiado liberal desde a morte de Josef Stalin, bem como com a Iugoslávia (que nessa altura era considerado um vizinho ameaçador pela Albânia), que classificava como "imperialista" na sua propaganda. A invasão serviu como ponto de viragem e, em Setembro de 1968, a Albânia retirou-se formalmente do Pacto de Varsóvia.  As consequências económicas deste movimento foram um pouco atenuadas por um fortalecimento das relações albanesas com a República Popular da China, que também mantinha relações cada vez mais tensas com a União Soviética.

## Reações em todo o mundo
Na noite da invasão, Canadá, Dinamarca, França, Paraguai, Reino Unido e Estados Unidos solicitaram uma sessão do Conselho de Segurança das Nações Unidas.  Na noite de 20 de agosto, os cinemas de Praga exibiram notícias de um encontro entre Brezhnev e Dubcek. No entanto, o Pacto de Varsóvia acumulou-se na fronteira checa e invadiu durante a noite (20 a 21 de agosto). Naquela tarde, 21 de agosto, o conselho se reuniu para ouvir o embaixador da Tchecoslováquia, Jan Muzik, denunciar a invasão. O embaixador soviético Jacob Malik insistiu que as ações do Pacto de Varsóvia eram de "assistência fraterna" contra "forças antissociais".  Muitos dos soldados invasores disseram aos checos que estavam lá para os "libertar" da hegemonia da Alemanha Ocidental e de outras hegemonias da NATO. No dia seguinte, vários países sugeriram uma resolução condenando a intervenção e apelando à retirada imediata. O Embaixador dos EUA, George Ball, sugeriu que “o tipo de assistência fraterna que a União Soviética oferece à Tchecoslováquia é exatamente o mesmo tipo que Caim deu a Abel”. 

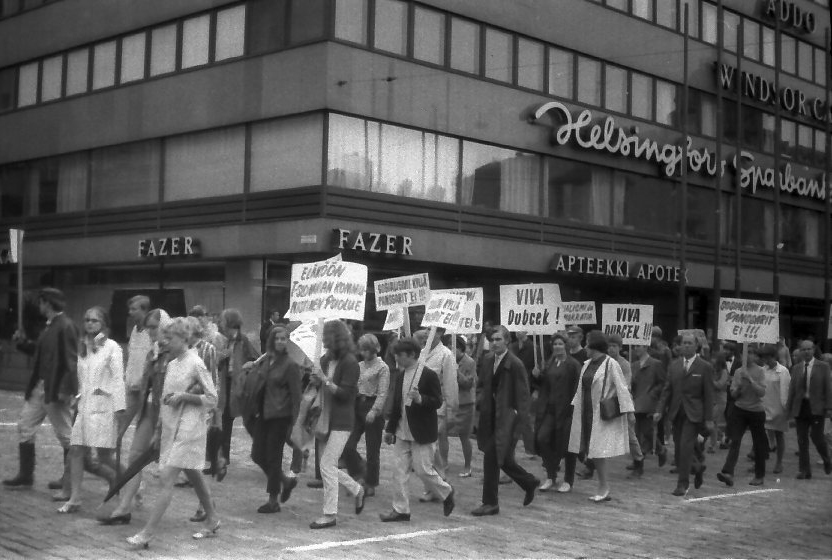
Manifestação em Helsínquia, Finlândia, contra a invasão

Ball acusou os delegados soviéticos de obstrução para adiar a votação até que a ocupação fosse concluída. Malik continuou a falar, abrangendo tópicos que vão desde a exploração de matérias-primas da América Latina pelos EUA até estatísticas sobre o  comércio de mercadorias na República Tcheca.  Eventualmente, uma votação foi realizada. Dez membros (4 com poder de veto) apoiaram a moção; Argélia, Índia e Paquistão abstiveram-se; a URSS (com poder de veto) e a Hungria opuseram-se. Os delegados canadianos apresentaram imediatamente outra moção pedindo que um representante da ONU viajasse a Praga e trabalhasse pela libertação dos líderes checoslovacos presos.  Malik acusou os países ocidentais de hipocrisia, perguntando "quem afogou em sangue os campos, aldeias e cidades do Vietnã?"  Até 26 de Agosto, não se realizou outra votação, mas um novo representante da Checoslováquia solicitou que toda a questão fosse retirada da agenda do Conselho de Segurança. 
A invasão ocorreu simultaneamente com a Convenção Nacional Democrata de 1968 em Chicago, e múltiplas facções políticas aproveitaram os acontecimentos como um símbolo. Ativistas estudantis como Abbie Hoffman e progressistas como Ralph Yarborough e Eugene McCarthy compararam a repressão da Primavera de Praga à repressão aos movimentos estudantis ocidentais, como nos motins de Chicago de 1968, com Hoffman chamando Chicago de "Czechago". Por outro lado, anticomunistas como John Connally usaram o incidente para exigir relações mais duras com a União Soviética e um compromisso renovado com a Guerra do Vietnã. 
Embora os Estados Unidos insistissem na ONU que a agressão do Pacto de Varsóvia era injustificável, a sua posição foi enfraquecida pelas suas próprias ações. Apenas três anos antes, os delegados dos EUA na ONU haviam insistido que a derrubada do governo esquerdista da República Dominicana, como parte da Operação Power Pack, era uma questão a ser resolvida pela Organização dos Estados Americanos (OEA) sem a interferência da ONU. Quando o secretário-geral da ONU, U Thant, apelou ao fim do bombardeamento do Vietnã, os americanos questionaram porque é que ele não interveio de forma semelhante na questão da Checoslováquia, ao que ele respondeu que "se os russos estivessem a bombardear e a lançar napalm as aldeias da Checoslováquia" ele poderia ter pedido o fim da ocupação. 
O governo dos Estados Unidos enviou Shirley Temple Black, a famosa estrela de cinema infantil, que mais tarde se tornou diplomata, a Praga em agosto de 1968 para se preparar para se tornar a primeira embaixadora dos Estados Unidos numa Tchecoslováquia pós-comunista. Ela tentou formar uma carreata para a evacuação dos ocidentais presos. Duas décadas mais tarde, quando as forças do Pacto de Varsóvia deixaram a Checoslováquia em 1989, Temple Black foi reconhecido como o primeiro embaixador americano numa Checoslováquia democrática. Além de seu próprio pessoal, foi feita uma tentativa de evacuar um grupo de 150 estudantes americanos do ensino médio presos na invasão que estavam em uma viagem de verão ao exterior estudando russo na (então) URSS e países afiliados. Eles acabaram sendo evacuados de trem para Viena, contrabandeando através da fronteira seus dois guias turísticos tchecos que se estabeleceram em Nova York. 

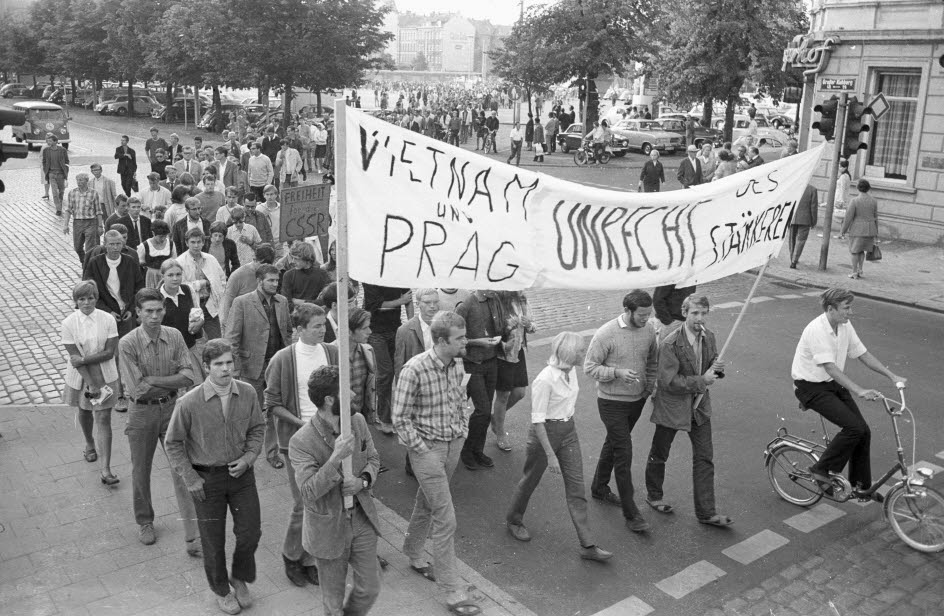
Manifestação em Kiel, Alemanha Ocidental, contra a invasão da Tchecoslováquia e a Guerra do Vietnã, 23 de agosto de 1968

Na Finlândia, um país neutro sob alguma influência política soviética na época, a ocupação causou um grande escândalo. 
A República Popular da China opôs-se furiosamente à chamada Doutrina Brejnev, que declarava que só a União Soviética tinha o direito de determinar quais as nações que eram propriamente comunistas e que podiam invadir as nações comunistas cujo comunismo não obtivesse a aprovação do Kremlin. Mao Tsé-Tung viu a doutrina Brejnev como a justificação ideológica para uma pretensa invasão soviética da China e lançou uma campanha de propaganda massiva condenando a invasão da Tchecoslováquia, apesar da sua própria oposição anterior à Primavera de Praga.  Falando num banquete realizado na Embaixada da Roménia em Pequim, a 23 de Agosto de 1968, o primeiro-ministro chinês Zhou Enlai denunciou a União Soviética pela "política fascista, chauvinismo das grandes potências, egoísmo nacional e imperialismo social", passando a comparar a invasão da Checoslováquia a a guerra americana no Vietnã e mais especificamente às políticas de Adolf Hitler em relação à Checoslováquia em 1938-1939. Zhou terminou o seu discurso com um apelo mal velado ao povo da Checoslováquia para travar uma guerra de guerrilha contra o Exército Vermelho. Juntamente com o subsequente conflito fronteiriço sino-soviético na ilha de Zhenbao, a invasão da Checoslováquia contribuiu para os receios dos decisores políticos chineses relativamente à invasão soviética, levando-os a acelerar a campanha da Terceira Frente, que tinha abrandado durante a Revolução Cultural. 

### Partidos comunistas em todo o mundo
As reações dos partidos comunistas fora do Pacto de Varsóvia foram geralmente divididas. Os partidos eurocomunistas italianos e espanhóis denunciaram a ocupação,  e até o Partido Comunista da França, que tinha defendido a conciliação, expressou a sua desaprovação relativamente à intervenção soviética.  O Partido Comunista da Grécia (KKE) sofreu uma grande divisão devido às disputas internas durante a Primavera de Praga,  com a facção pró-Tcheca rompendo laços com a liderança soviética e fundando o Eurocomunista KKE Interior. A liderança eurocomunista do Partido Comunista da Finlândia também denunciou a invasão, alimentando assim as disputas internas com a sua facção minoritária pró-soviética, o que acabou por levar à desintegração do partido.  Outros, incluindo o Partido Comunista Português, o Partido Comunista Sul-Africano e o Partido Comunista dos EUA, apoiaram contudo a posição soviética. 
Christopher Hitchens recapitulou as repercussões da Primavera de Praga no comunismo ocidental em 2008: “O que ficou claro, no entanto, foi que já não havia algo que pudesse ser chamado de movimento comunista mundial. havia quebrado. E a Primavera de Praga havia quebrado isso." 

## Normalização (1969-1971)

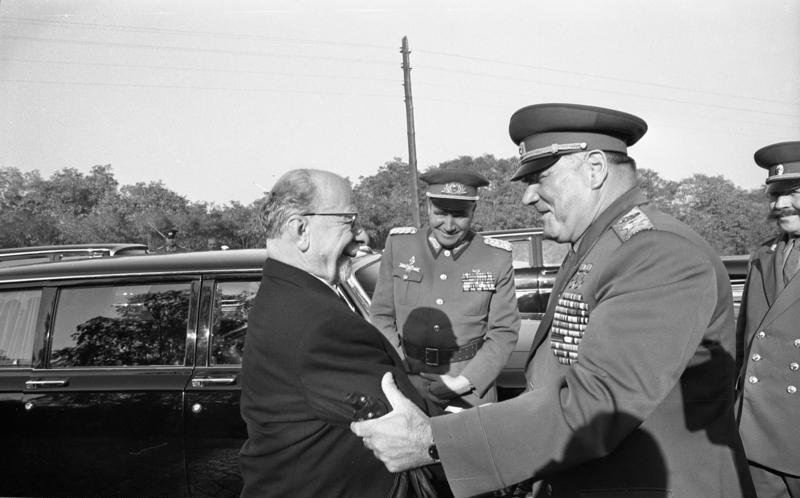
Comandante-chefe do Pacto de Varsóvia Ivan Yakubovsky com Walter Ulbricht em 1970

Na história da Tchecoslováquia, a normalização (em tcheco/checo:  normalizace, em eslovaco:  normalizácia) é um nome comumente dado ao período 1969-87. Caracterizou-se pela restauração inicial das condições prevalecentes antes do período de reforma liderado por Dubček, em primeiro lugar, o governo firme do Partido Comunista da Tchecoslováquia e a subsequente preservação deste novo status quo. 
"Normalização" é por vezes utilizada num sentido mais restrito para se referir apenas ao período de 1969 a 1971. 
A ideologia oficial da normalização é por vezes chamada de Husakismo, em homenagem ao líder checoslovaco Gustáv Husák. 

### Revogação ou modificação das reformas e remoção dos reformadores

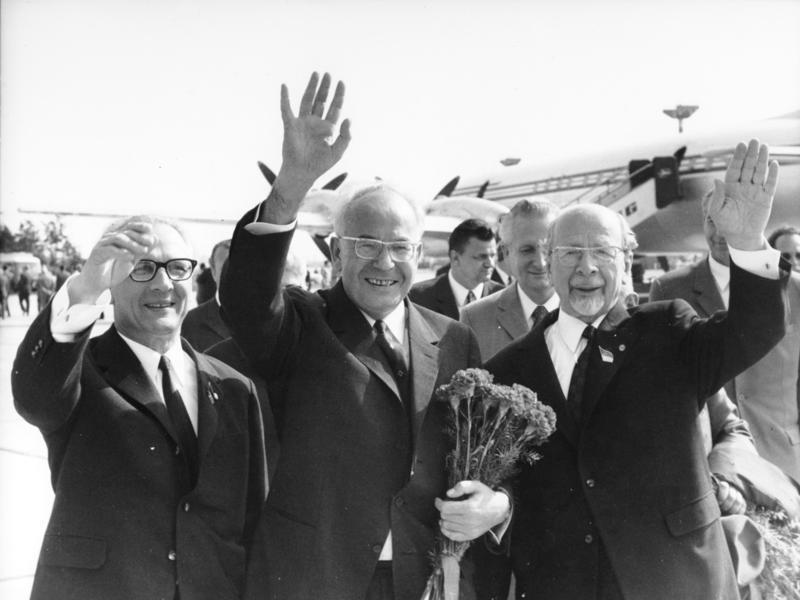
Erich Honecker, Gustáv Husák, e Walter Ulbricht em Berlim, Alemanha Oriental, 1971

Quando Gustáv Husák substituiu Alexander Dubček como líder do KSČ em abril de 1969, o seu regime agiu rapidamente para "normalizar" a situação política do país. Os principais objectivos da normalização de Husák eram a restauração de um governo partidário firme e o restabelecimento do estatuto da Checoslováquia como membro empenhado do bloco socialista. O processo de normalização envolveu cinco etapas inter-relacionadas: 
- consolidar a liderança Husák e remover os reformadores das posições de liderança;
- revogar ou modificar as leis que foram promulgadas pelo movimento reformista;
- restabelecer o controlo centralizado sobre a economia;
- restabelecer o poder das autoridades policiais; e
- expandir os laços da Tchecoslováquia com outras nações socialistas.

Uma semana depois de assumir o poder, Husák começou a consolidar a sua liderança ordenando expurgos extensos dos reformadores que ainda ocupavam posições-chave nos meios de comunicação de massa, no judiciário, nas organizações sociais e de massa, nos órgãos inferiores do partido e, finalmente, nos níveis mais altos. do KSČ. No outono de 1969, vinte e nove liberais do Comité Central do KSČ foram substituídos por conservadores. Entre os liberais depostos estava Dubček, que foi retirado do Presidium (no ano seguinte Dubček foi expulso do partido; posteriormente tornou-se um funcionário menor na Eslováquia, onde ainda vivia em 1987). Husák também consolidou a sua liderança ao nomear potenciais rivais para os novos cargos governamentais que foram criados como resultado da Lei Constitucional da Federação de 1968 (que criou a República Socialista Tcheca e a República Socialista Eslovaca). 
Depois de consolidar o seu poder, o regime rapidamente passou a implementar outras políticas de normalização. Nos dois anos que se seguiram à invasão, a nova liderança revogou algumas leis reformistas (como a Lei da Frente Nacional e a Lei da Imprensa) e simplesmente não aplicou outras. Devolveu as empresas económicas, às quais tinha sido concedida uma independência substancial durante a Primavera de Praga, ao controlo centralizado através de contratos baseados no planeamento central e em quotas de produção. Restabeleceu o controlo policial extremo, um passo que se reflectiu no tratamento duro dispensado aos manifestantes que tentaram assinalar o primeiro aniversário da intervenção de Agosto. 
Finalmente, Husák estabilizou as relações da Tchecoslováquia com os seus aliados, organizando frequentes intercâmbios e visitas intrabloco e redirecionando os laços económicos externos da Tchecoslováquia para um maior envolvimento com as nações socialistas. 
Em Maio de 1971, Husák pôde informar aos delegados que participavam no Décimo Quarto Congresso do Partido, oficialmente sancionado, que o processo de normalização tinha sido concluído de forma satisfatória e também pôde informar que a Checoslováquia estava pronta para avançar em direcção a formas mais elevadas de socialismo. 

## Reações posteriores e revisionismo

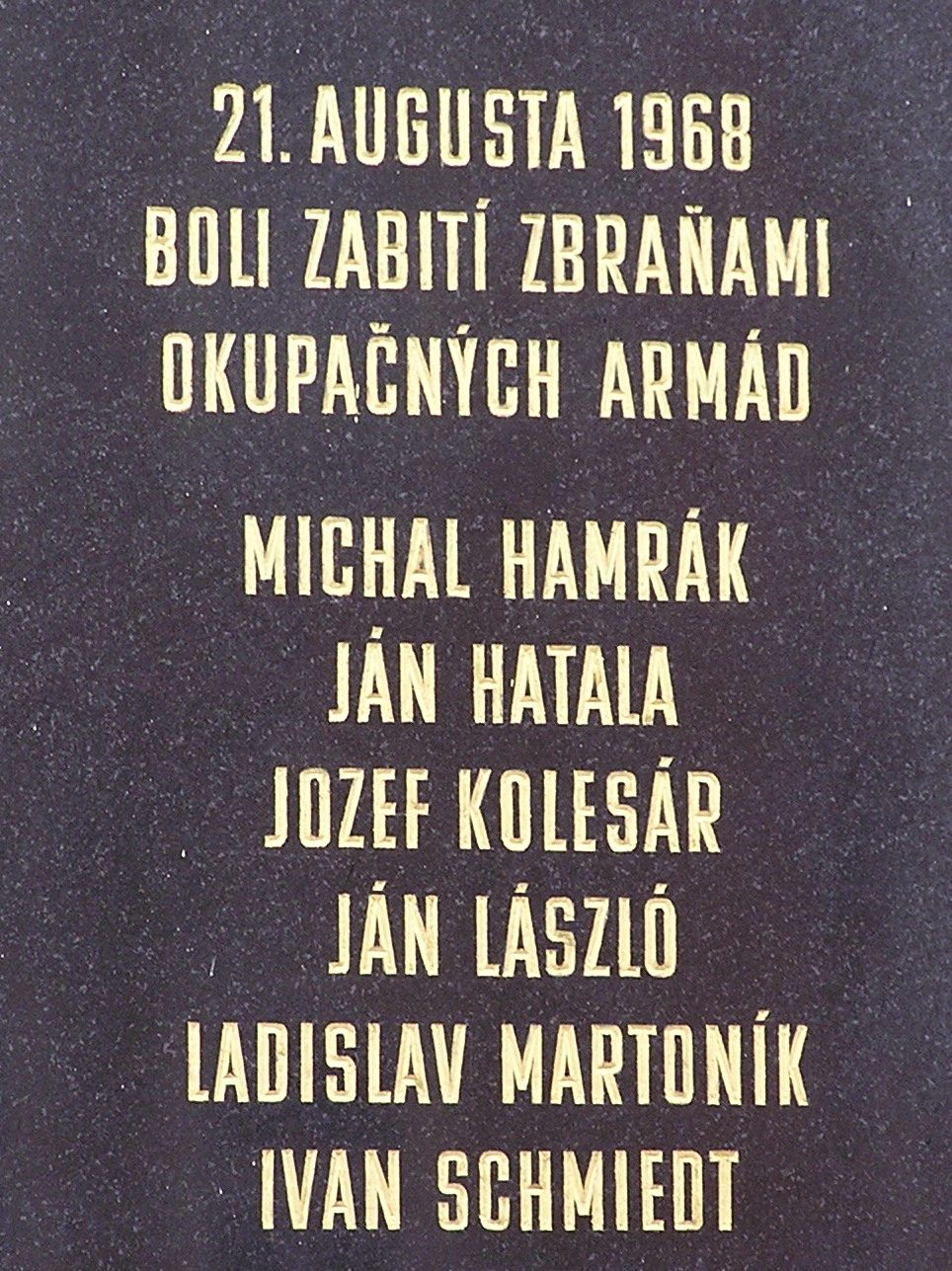
Placa memorial em Košice, Eslováquia

O primeiro governo a apresentar um pedido de desculpas foi o governo da Hungria, em 11 de Agosto de 1989. O Partido Socialista Operário Húngaro publicou publicamente a sua opinião sobre a decisão fundamentalmente errada de invadir a Checoslováquia. Em 1989, no 21º aniversário da intervenção militar, a Câmara da Assembleia Nacional da Polônia adoptou uma resolução condenando a intervenção armada. Outra resolução foi emitida pela Assembleia Popular da Alemanha Oriental em 1 December 1989, quando pediu desculpas ao povo checoslovaco pelo seu envolvimento na intervenção militar. Outro pedido de desculpas foi emitido pela Bulgária em 2 de dezembro de 1989. 
Em 4 de dezembro de 1989, Mikhail Gorbachev e outros líderes do Pacto de Varsóvia redigiram uma declaração que considerava a invasão de 1968 um erro. A declaração, divulgada pela agência de notícias soviética TASS, afirma que o envio de tropas constituía "uma interferência nos assuntos internos de uma Tchecoslováquia soberana e deve ser condenada".  O governo soviético também disse que a ação de 1968 foi "uma abordagem desequilibrada e inadequada, uma interferência nos assuntos de um país amigo".  Gorbachev disse mais tarde que Dubcek "acreditava que poderia construir o socialismo com um rosto humano. Tenho apenas uma boa opinião sobre ele". 
A invasão também foi condenada pelo recém-nomeado presidente russo, Boris Iéltsin ("Condenamos-a como uma agressão, como um ataque a um Estado soberano e de pé, como uma interferência nos seus assuntos internos").  Durante uma visita de Estado a Praga, em 1 de Março de 2006, também Vladimir Putin disse que a Federação Russa tinha responsabilidade moral pela invasão, referindo-se à descrição de 1968 feita pelo seu antecessor Iéltsin como um ato de agressão: "Quando o Presidente Iéltsin visitou a República Tcheca em Em 1993, ele não falava apenas por si mesmo, falava pela Federação Russa e pelo povo russo. Hoje, não só respeitamos todos os acordos assinados anteriormente, como também partilhamos todas as avaliações que foram feitas no início da década de 1990. .. Devo dizer-lhe com absoluta franqueza – é claro que não temos qualquer responsabilidade legal. Mas a responsabilidade moral existe, é claro". 
Dubcek afirmou: "O meu problema foi não ter uma bola de cristal para prever a invasão russa. Em nenhum momento entre Janeiro e 20 de Agosto, de fato, acreditei que isso iria acontecer." 
Em 23 de maio de 2015, o canal de televisão estatal russo Russia-1 exibiu Pacto de Varsóvia: Páginas Desclassificadas, um documentário que apresentava a invasão como uma medida de proteção contra um golpe da OTAN.    O filme foi amplamente condenado como propaganda política.  O Ministério das Relações Exteriores da Eslováquia afirmou que o filme "tenta reescrever a história e falsificar verdades históricas sobre um capítulo tão sombrio da nossa história".  František Šebej, o presidente eslovaco da Comissão de Relações Exteriores do Conselho Nacional, afirmou que "Eles descrevem isso como uma ajuda fraterna destinada a evitar uma invasão da OTAN e do fascismo. Essa propaganda russa é hostil à liberdade e à democracia, e também a nós."  O presidente tcheco, Miloš Zeman, afirmou que "as mentiras da TV russa, e nenhum outro comentário de que isso é apenas uma mentira jornalística, não podem ser ditas".  O ministro das Relações Exteriores tcheco, Lubomír Zaorálek, disse que o filme "distorce grosseiramente" os fatos.   O embaixador russo na República Tcheca, Sergei Kiselyov, distanciou-se do filme e afirmou que o documentário não expressa a posição oficial do governo russo.  Um dos jornais online russos mais populares, Gazeta.Ru descreveu o documento como tendencioso e revisionista, o que prejudica a Rússia. 
Os tanques que entraram em Praga inspiraram o termo pejorativo Tankie, que se refere àqueles que apoiam, negam ou defendem tendências autoritárias e crimes de regimes comunistas como a invasão da Tchecoslováquia pelo Pacto de Varsóvia, a invasão soviética da Hungria durante a Revolução Húngara de 1956 ou o Massacre da Praça da Paz Celestial, embora o termo seja ocasionalmente usado para se referir aos comunistas em geral. 